# Tennessee whiskey

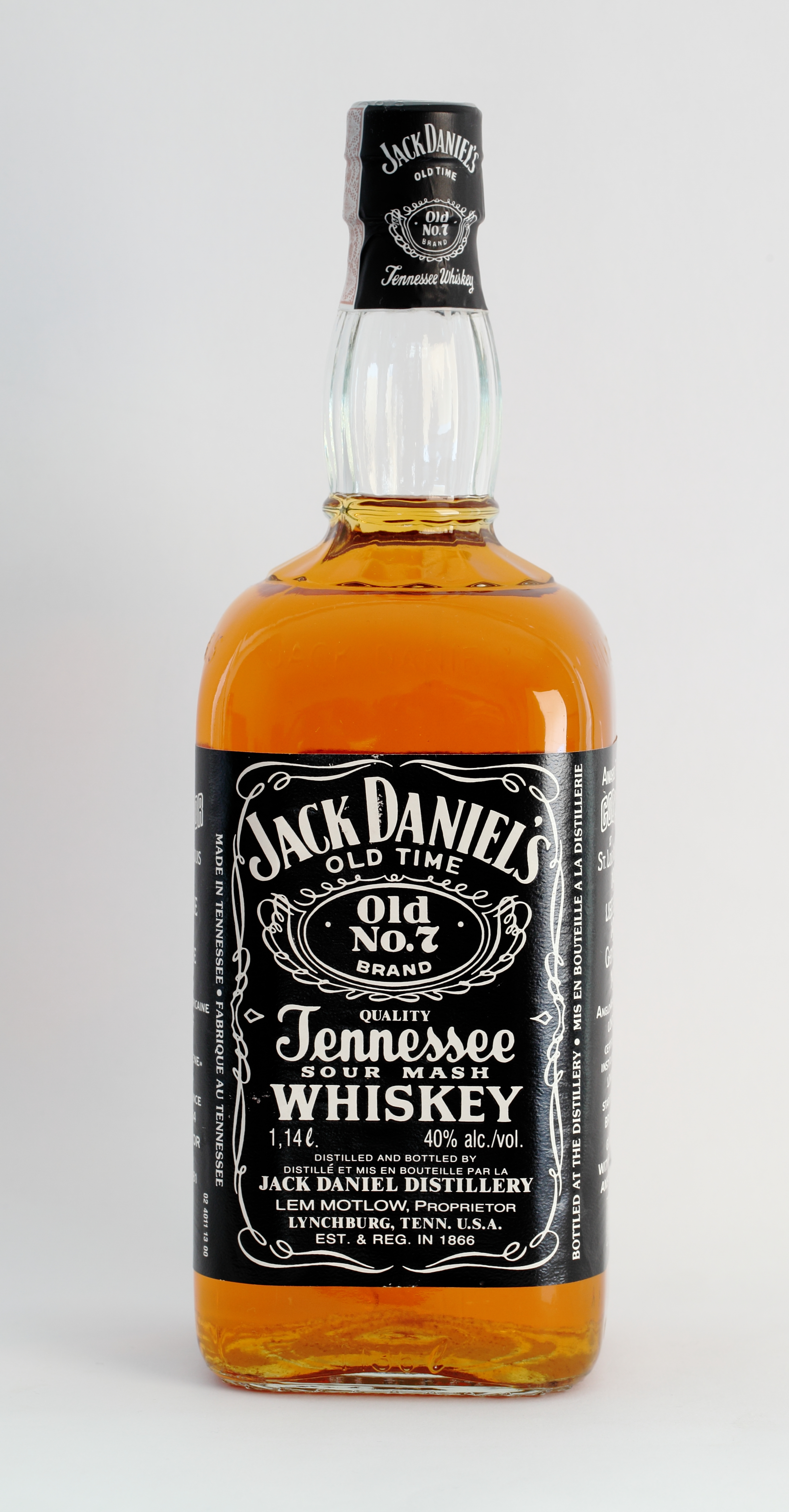
Een fles Jack Daniel's

Tennessee whiskey is een Amerikaanse whiskysoort, die lijkt op bourbon; het wordt net als bourbon uit mais gestookt.
Het verschil tussen bourbon en Tennessee whiskey is dat laatstgenoemde nog een speciaal proces moet ondergaan, het zogenaamde Lincoln County Process, genoemd naar de gelijknamige county in Tennessee. Dit proces vereist dat de whiskey gefilterd wordt door houtskool van esdoorn, waardoor de whiskey een specifieke smaak krijgt en doorgaans als mild ervaren wordt. 
In Lincoln County was de stokerij van Jack Daniel's gevestigd. Dit is ook de bekendste Tennessee whiskey, naast George Dickel.